# Opiliaceae
Opiliaceae é uma família de plantas angiospermas (divisão Magnoliophyta) que compõe a ordem Santalales. A família compreende cerca de 33 espécies descritas e catalogadas, as são divididas em 10 gêneros taxonômicos. Geralmente,  as plantas de Opiliaceae são parasitas de raízes. Essas plantas  podem ser árvores, arbustos ou lianas.
Sua história taxonômica é complexa e devido a isso, é necessário que as relações desse grupo sejam mais exploradas.
Atualmente, 10 gêneros são conhecidos:
- Agonandra, Cansjera, Champereia, Gjellerupia, Lepionurus, Melientha, Opilia, Pentarhopalopilia, Rhopalopilia, Urobotrya.

## Morfologia
As espécies da família Opiliaceae apresentam uma grande diversidade morfológica. Porém, possuem como características gerais: folhas simples e alternas, com pecíolo, nervação pinada e ausência de estípulas; essas plantas podem possuir  brácteas escamiformes e caducas.Geralmente, possuem formatos e tamanhos variáveis.
Possuem diversos tipos de inflorescências, axilares ou caulifloras, que podem ser panículas, racemosas, umbeladas ou em forma de espiga. As flores,  diminutas e actinomorfas, são unissexuais ou bissexuais. Além disso, o perianto possui pétalas e sépalas livres ou pouco unidas na base e possuem estames livres e pétalas com o mesmo número de peças. O estilete, é curto ou ausente.
O fruto, por sua vez, possui uma única semente  que preenche quase todo o interior do fruto e é envolto por um endoderma rico em óleo. No geral, podem ser arbustos, árvores ou lianas e, geralmente, são parasitas de raízes de outras plantas.

## Relações filogenéticas
Foram realizadas pesquisas sobre a família Opiliaceae a fim de estabelecer as relações entre os gêneros e entre espécies que a compõem, porém essas relações ainda não estão claras. Um estudo recente realizou análises com base em dados moleculares e morfológicos, no qual examinaram algumas espécies para inferir dados filogenéticos nas relações dentro de Opiliaceae.
A partir disso, o clado, inclui quatro gêneros: Cansjera, Opilia, Pentarhopalopilia e Rhopalopilia.Agonandra e Gjellerupia apresentam  ausência de pétalas  nas flores femininas  como sua característica. Agonandra e Gjellerupia formam o clado.  Três especies de Urobortrya formam um clado, porem este clado não tem uma ordem bem resolvida para suas espécies. O clado Champereia, é caracterizado por uma florescência pinacular  e  tem um suporte com clado irmão de Agorandra. O clado Opilia geralmente tem uma plumosa inflorescência.

## Distribuição geográfica
A família Opiliaceae, em geral, é pantropical e neotropical, presentes em grande parte do mundo.  Alguns grupos ocorrem na Ásia e na Austrália, na América Central e América do Sul, outros porém, restritos a Madagascar.
O gênero Agonandra, exclusivamente neotropical, possui cerca de 10 espécies, as quais possuem diversas formas morfológicas e está distribuído desde o noroeste a nordeste do México até o sul continental, através do leste dos Andes até o norte da Argentina e no Brasil.
No Brasil, há a ocorrência apenas de Agonandra, gênero o qual está geograficamente distribuído no Norte (Acre, Amazonas, Pará, Rondônia, Roraima e Tocantins), Nordeste (Bahia, Ceará, Maranhão e Piauí), Centro-Oeste (Distrito Federal, Goiás, Mato Grosso do Sul e Mato Grosso) e Sudeste (Minas Gerais e São Paulo) do país.

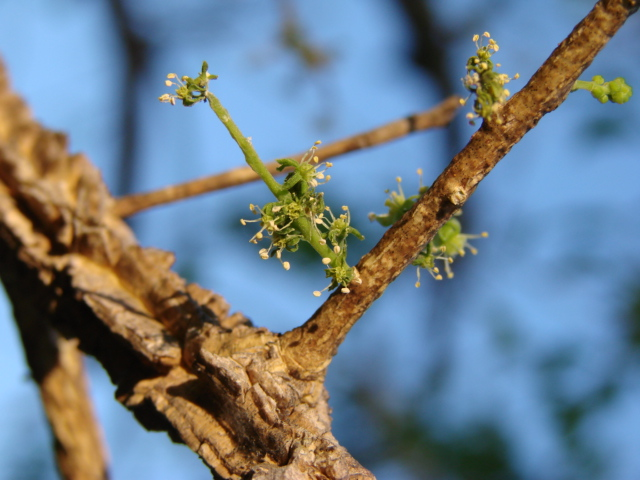
Flores - Agonandra brasiliensis

A distribuição fitogeográfica do gênero ocorre na Amazônia, Caatinga, Cerrado, Mata Atlântica e no Pantanal e está distribuído em matas ciliares ou de galeria, cerrado aberto, floresta sazonal decídua e semidecídua.

### Espécie nativa
Agonandra brasiliensis (pau marfim)

## Relações ecológicas
Parasitismo
O parasitismo radicular, na África e na Ásia, é presente em grande parte dos gêneros de Opiliaceae (cerca de 8 de 10 gêneros), havendo uma grande variedade de plantas hospedeiras. Além disso, o auto-parasitismo foi observado em todas as espécies estudadas.